# Steffen Krach

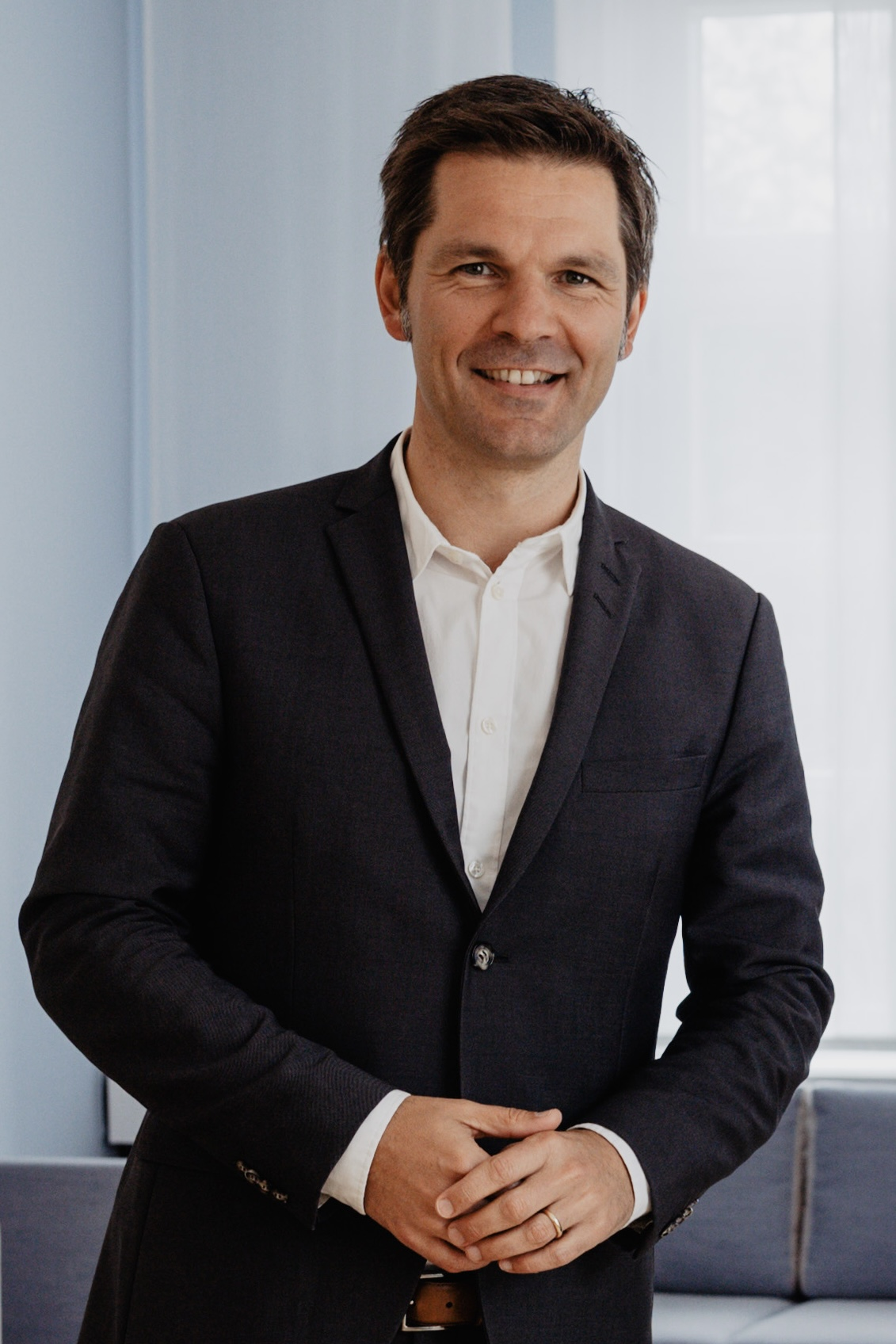
Steffen Krach, 2022

Steffen Krach (* 7. August 1979 in Hannover) ist ein deutscher Politiker der SPD. Von 2016 bis 2021 war er Staatssekretär für Wissenschaft und Forschung in der Berliner Senatskanzlei. Seit dem 1. November 2021 ist er Regionspräsident der Region Hannover. Zudem ist er 1. stellvertretender Vorsitzender des Verwaltungsrats der Sparkasse Hannover.

## Leben
Krach ist seit 1998 Mitglied der SPD. Nach seinem Abitur in Hannover im Jahr 1999 und dem Ableisten des Zivildienstes in Hameln von 1999 bis 2000 studierte Krach Sozialwissenschaften an der Georg-August-Universität Göttingen (2000–2002) und Politikwissenschaft am Otto-Suhr-Institut der Freien Universität Berlin (2002–2005). Sein Studium schloss er als Diplom-Politologe ab. Von 2002 bis 2005 war Steffen Krach Mitglied des Vorstands und Vizepräsident des Deutschen Studentenwerks sowie Mitglied des Bundesvorstandes der Juso-Hochschulgruppen und beratendes Mitglied im SPD-Parteivorstand.
Nach seinem Studium war Krach im Jahr 2006 als Referent für Wissenschaft, Weiterbildung, Forschung und Kultur des Landes Rheinland-Pfalz beim Bund und der Europäischen Union für die Landesvertretung Rheinland-Pfalz in Berlin tätig. 2007 wurde er persönlicher Referent des Berliner Senators Jürgen Zöllner in der Senatsverwaltung für Bildung, Wissenschaft und Forschung. Im Anschluss daran war Krach von 2008 bis 2010 im Referat für Planungs- und Parlamentsangelegenheiten der Senatsverwaltung für Bildung, Wissenschaft und Forschung beschäftigt. Im Jahr 2010 übernahm Krach die Leitung des Büros von Jürgen Zöllner, dem Senator für Bildung, Wissenschaft und Forschung des Landes Berlin. Diese Aufgabe nahm er auch von 2011 bis 2012 unter Senatorin Sandra Scheeres wahr. Im Anschluss wechselte Krach auf die Bundesebene und leitete von 2012 bis 2014 die Bund-Länder-Koordinierungsstelle bei der SPD-Bundestagsfraktion.
Am 13. Dezember 2014 wurde Steffen Krach von Senatorin Sandra Scheeres (Senat Müller I) zum Staatssekretär für Wissenschaft im Ressort für Bildung, Jugend und Wissenschaft der Senatsverwaltung für Bildung, Jugend und Wissenschaft berufen. Er wurde Nachfolger von Knut Nevermann. Nach der Wahl zum Abgeordnetenhaus von Berlin 2016 gingen die Ressortbereiche Wissenschaft und Forschung in den Verantwortungsbereich des Regierenden Bürgermeisters von Berlin und der Senatskanzlei über. Der Regierende Bürgermeister ist seither in Personalunion zugleich der Senator für Wissenschaft und Forschung. Am 8. Dezember 2016 wurde Steffen Krach von Michael Müller zum Staatssekretär für Wissenschaft und Forschung berufen. 2021 wurde Steffen Krach bei den Kommunalwahlen in Niedersachsen in einer Stichwahl zum Regionspräsidenten der Region Hannover gewählt. Das Amt trat er in Nachfolge von Hauke Jagau am 1. November 2021 an.
2022 wurde Krach in einer Doppelspitze mit Leyla Hatami zum Vorsitzenden des SPD Unterbezirk Hannover (Region Hannover) gewählt, im April 2024 wurden beide bestätigt.
Steffen Krach ist verheiratet und hat drei Söhne.

## Politische Positionen
Steffen Krach gehört neben Hubertus Heil, Eva Quante-Brandt, Svenja Schulze und Edelgard Bulmahn zu den Autoren des sog. „Zukunftsvertrags für Wissenschaft und Forschung“. In dem Papier machen die sozialdemokratischen Autoren Vorschläge für die Gestaltung der Wissenschafts- und Forschungspolitik bis zum Jahr 2030.

## Mitgliedschaften (Auswahl)
- Sozialdemokratische Partei Deutschlands
- Hannover 96
- Vereinte Dienstleistungsgewerkschaft
- EC Hannover Indians

## Schriften (Auswahl)
- Grundbildungsförderung in Entwicklungsländern: Erfolgreiches Instrument der internationalen Entwicklungsstrategie? Eine Analyse am Beispiel von Mosambik. Logos-Verlag, Berlin 2006, ISBN 978-3-8325-1161-6.